# Sveta Lucija (mučenica)
Sveta Lucija od Sirakuze (lat. Sancta Lucia Syracusana, „Lucia” od lat. lux – svjetlo; Sirakuza, 283. – Sirakuza, 304.), kršćanska mučenica koja je zbog svoje vjere podnijela mučeništvo 303. godine.

## Životopis
Rodila se u Sirakuzi na Siciliji. Majka joj je bolovala od neizlječive bolesti te ju je Lucija nagovorila da ode na grob svete Agate u Cataniju. Prema predaji Luciji se ukazala sveta Agata te joj rekla da će joj majka ozdraviti, a da će ona podnijeti mučeništvo. Nakon što je imanje razdijelila siromasima, zaručnik ju je prijavio vlastima da se obratila na kršćanstvo.
Iako je bila vezana užetima i upregnuta u jaram volova nisu je uspjeli pomaknuti s mjesta. Upravitelj je zatim naredio da ju spale. Na kraju je jedan od vojnika izbo bodežom u vrat te je umrla.
Prema jednoj od predaja, jedan od prosaca bio je zanesen ljepotom njezinih očiju. Kako njezine oči ne bi mladića navele na zlo, Lucija ih je iskopala i poslala mladiću.

## Relikvije sv. Lucije
Relikvije sv. Lucije čuvane su u Veneciji u Crkvi sv. Lucije. Crkva je srušena 1861. godine da bi se pripremila gradnja željezničkog kolodvora, a relikvije su prenesene u obližnju crkvu San Germia, gdje su i danas. Venecijanski željeznički kolodvor danas nosi naziv ove svetice. I kripta splitske katedrale posvećena je ovoj svetici.

## Pučki običaji
Njen dan slavi se 13. prosinca. Običaj je da se prati i zapisuje vrijeme kroz 12 dana od Lucije do Božića. Pučka predaja kaže da će sljedeće godine biti u pojedinom mjesecu takvo vrijeme, kakvo je u odgovarajući dan od Lucije do Božića. Na njen dan također se sije pšenica, simbol života kod kršćana.
U Hrvatskom zagorju pučki naziv za njezin blagdan je Lucinje.  Dvanaest dana od sv. Lucije do Božića nazivani su Lucini dani.

### Članci
- Dragić, Marko. 2008. Advent u liturgiji i narodnoj kulturi Hrvata. Crkva u svijetu. Katolički bogoslovni fakultet Sveučilišta u Splitu. Split. 43 (3): 414–440

- Antonio Niero, Sveta Lucija : Djevica i mučenica : Zaštitnica oboljelih na oči (2008.), kratki životopis i molitvenik[1]
- Maja Alujević, O blagdanu svete Lucije  Arhivirana inačica izvorne stranice od 29. prosinca 2021. (Wayback Machine), Ethnologica Dalmatica 15/2006.
- Agneza Szabo, Dva najštovanija sveca u Turopolju, Ljetopis Grada Velike Gorice 13/2016.
- Snježana Majdandžić-Gladić, Sveta Lucija, www.vjeraidjela.com, objavljeno 13. prosinca 2016., arhivirano 1. studenoga 2020., pristupljeno 26. prosinca 2021.
- Blagdani i običaji u Hrvata : Sveta Lucija – zaštitnica dobroga vida[neaktivna poveznica], Glas Koncila 49/2019.
- Igor Šipić, Kult sv. Lucije u pomorski snažnim zajednicama istočnog Jadrana  Arhivirana inačica izvorne stranice od 29. prosinca 2021. (Wayback Machine), Senjski zbornik 1/2006.

## Vanjske poveznice
|  | Zajednički poslužitelj ima još gradiva o temi Sveta Lucija |

1. ↑  Antonio Niero, Sveta Lucija : Djevica i mučenica : Zaštitnica oboljelih na oči, U pravi trenutak, Đakovo, 2008.; II. izdanje 2016., ISBN 9789532084290